# Stjepan Gunjača
Stjepan Gunjača (Signo, 28 settembre 1909 – Spalato, 6 dicembre 1981) è stato uno storico e archeologo jugoslavo.

## Biografia
Scopritore di numerosi siti archeologici nella valle del fiume Cetina e nella regione della Zagora dalmata, ha dato un significativo contributo allo sviluppo dell'archeologia medievale croata. Tra gli altri studi, ha esaminato approfonditamente il complesso architettonico della Chiesa di San Salvatore a Cettina.